# جوان وولف
جوان وولف (بالإنجليزية: Joan Wolf)‏ (1951، ذا برونكس في الولايات المتحدة)؛ كاتِبة وروائية أمريكية.